# Démolition de Masjid al-Dirar

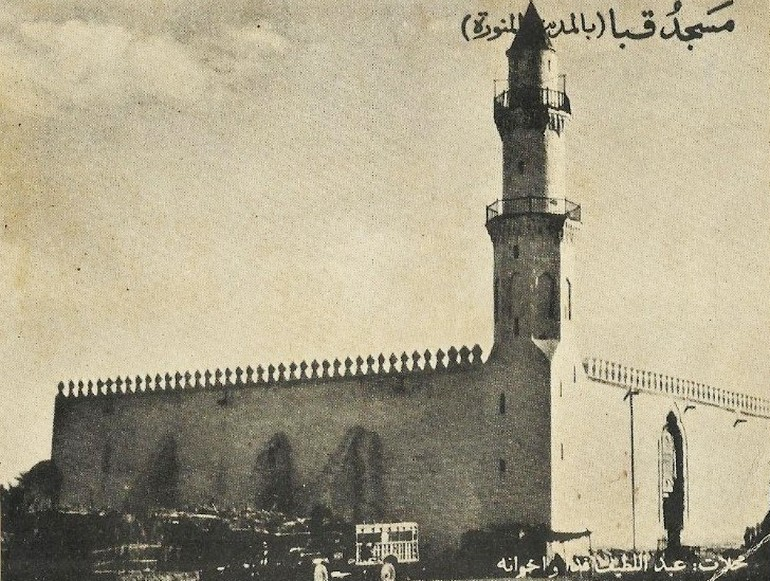
Photo de la mosquée originale de Quba à Médine, construite par le prophète Mahomet.

La démolition ou la mise à feu de Masjid al-Dirar (arabe : مسجد الضرار), aussi connue sous le nom de la mosquée de l’Opposition, la mosquée du Désaccord, ou la mosquée de Blessure est mentionnée dans le Coran. 

## Histoire
Masjid al-Dirar était une mosquée médinoise qui fut construite près de la mosquée de Quba' et que le prophète islamique Mahomet avait d’abord approuvée mais par la suite détruite à son retour de la bataille de Tabouk (qui se déroula en octobre 630 AD). Il existe deux versions de ce qui s’était passé au cours de cet événement.
Dans l’histoire principale racontée par la majorité des érudits, la mosquée fut construit par douze hommes mécontents issus de Ansar selon les instructions de Abu 'Amir al-Rahib; un moine chrétien qui refusa l’invitation de Mahomet à l’islam et au contraire combattit aux côtés des Mecquois non-musulmans contre l'Islam dans la bataille de Uhud. Abu 'Amir apparemment demanda à ses hommes de mettre en place un fief et de rassembler tout ce qu’ils ont en termes de forces et d’armes puisqu’il leur avait promis et insinué qu’il dirigera une armée, soutenue par Héraclius, dans le but de combattre Mahomet et ses compagnons, et anéantir son message en le renvoyant de Médine. Ahmad ibn Yahya al-Baladhuri cependant, raconte aussi que la mosquée fut construite par certains hommes qui refusèrent de prier dans le Masjid al-Quba parce qu’elle fut construite dans un endroit où un âne était attaché.
Mahomet se préparait à aller à la mosquée, avant qu’il ne soit arrêté par une révélation concernant l’hypocrisie et les plans maléfiques des bâtisseurs de la mosquée
Mahomet et ses compagnons pensaient qu’ils étaient des Hypocrites (munafiqs) et qu’ils avaient des motifs ultérieurs pour avoir construit la mosquée de Al-Dirar. Alors, il commanda à ses hommes de la mettre à feu,. 
Selon la tradition islamique, on demanda à Mahomet d’y diriger la prière mais il reçut une révélation (mentionné dans les versets coraniques 9:107 and 9:110,,) à la suite de cela la mosquée fut détruite par le feu. En conséquence, elle fut nommée mosquée de l’Opposition.